# Edmund Wunderlich
Pour les articles homonymes, voir Wunderlich.
Edmund Wunderlich (né le 3 février 1902 à Berne, mort le 6 décembre 1985 dans la même ville) est un alpiniste et peintre suisse.

## Biographie
Edmund Wunderlich vit à Berne principalement tout au long de sa vie. Il est marié et travaille pendant des décennies dans la grande imprimerie Hallwag. À 16 ans, après une randonnée nocturne sur le Niesen, il découvre au lever du soleil sa fascination et son amour pour les montagnes.
Wunderlich entreprend des franchissements de montagne difficiles dans les Alpes des années 1920 aux années 1960, dont des premières ascensions : face ouest du Lauteraarhorn (1928), première ascension de l'Eiger sans guide via le Mittellegigrat (1928), première ascension de la face ouest de l'Oeschinenhorn (1949) et la première ascension de la face ouest de l'Altels (1951). Il était membre des sections Altels et Berne du Club alpin suisse.
Wunderlich suit des cours à l'École des arts appliqués de Berne et auprès de Max von Mühlenen. Mais il devient rapidement autodidacte lors de visites d'études à Paris, Lyon, Marseille et en Provence.
Il expose ses œuvres dans des expositions personnelles : au Stockalperpalast Brig (1951), à la Berner Galerie (1970), au Thunerhof Thun (1972), au Musée alpin suisse (1974, 1977 et 1982) et à Zug (1981). Il est présent à six expositions d'art alpin du CAS, à de nombreuses expositions de Noël à Berne, à des expositions aux Kunsthallen de Berne et de Bâle, au Helmhaus Zurich et au Musée des beaux-arts de Lucerne.
À quelques exceptions près, Wunderlich choisit des motifs de montagne pour ses peintures et dessins et est presque exclusivement limité à la région de la roche et de la glace. Il dépeint les montagnes à partir d'endroits qui ne sont accessibles qu'aux alpinistes. Les tableaux de Wunderlich combinent la documentation de l'artiste et les expériences subjectives de l'alpiniste, de sorte qu'il est capable de transmettre la monumentalité et la fascination des montagnes dans une large mesure.